# 안드레스 무스키에티
안드레스 무스키에티(스페인어: Andrés Muschietti, 1973년 8월 26일 ~ ) 또는 앤디 무스키에티(Andy Muschietti)는 아르헨티나의 영화 감독이다. 스티븐 킹 원작의 공포 영화 《그것》(2017)의 감독으로 유명하다. 누나 바르바라 무스키에티가 그의 작품의 프로듀서로 활동한다. 이탈리아계다.

## 작품 목록
- 마마 (2008, 단편)
- 마마 (2013)
- 그것 (2017)
- 그것: 두 번째 이야기 (2019)
- 플래시 (2023)